# Iva Marjanović
Iva Marjanović (Zagreb, 6. lipnja 1939.) je hrvatska kazališna, televizijska i filmska glumica.

## Filmografija

### Televizijske uloge
- "Tuđinac" (1990.)
- "Ptice nebeske" (1989.)
- "Nepokoreni grad" (1982.)
- "Dan pobjede" (1978.)
- "Kapelski kresovi" kao Jastrebova sestra Ana (1975.-1976.)
- "U registraturi" kao Ivičina majka (1974.)
- "Prosjaci i sinovi" kao Nuša (1972.)
- "Diogenes" kao Ružica (1971.)
- "Sumorna jesen" (1969.)
- "Tu negdje pokraj nas" (1965.)

### Filmske uloge
- "Moja Ljiljo" kao Ljilja (2015.) - kratki film
- "Anđele moj dragi" kao Jerkova baka (1995.)
- "Orao" kao Jasna (1990.)
- "Donator" kao Spasićeva žena (1989.)
- "Nadvožnjak" (1987.)
- "San o ruži" kao Ljuba (1986.)
- "Rani snijeg u Münchenu" kao Katica (1984.)
- "Pod starim krovovima" (1984.)
- "Vrela" (1976.)
- "Šjora Nikoleta" (1976.)
- "Car se zabavlja" (1975.)
- "Dobro lice" (1970.)
- "Lude godine jedne Ane" (1970.)
- "Overnjonski senatori" (1970.)
- "Zlostavljanje" kao Anica (1970.)
- "Dobro jutro, gospodine Karlek" (1970.)
- "Moja strana svijeta" (1969.)
- "Žeđ" kao žena (1969.)
- "Mali noćni zmajevi" (1968.)
- "Poštanski sandučić" (1968.)
- "Kratak susret" (1968.)
- "Žur u Magdelandu" (1968.)
- "Sjenke" (1968.)
- "Crne ptice" kao logorašica (1967.)
- "Ladanjska sekta" kao Sofija (1967.)
- "Đavolji rep" (1967.)
- "Kroz šibe" (1967.)
- "Škorpion u znaku vage" (1967.)
- "Pred svakim pragom" (1964.)
- "Proljetne vode" (1962.)

## Vanjske poveznice
- Iva Marjanović u internetskoj bazi filmova IMDb-u (engl.)